# بيان صدقة
بيان بهاء الدين صدقة (من مواليد 15 نوفمبر 1994) هي لاعبة كرة قدم سعودية محترفة تلعب في الوسط والهجوم مع الاتحاد في الدوري السعودي الممتاز والمنتخب السعودي للسيدات. وهي قائدة كلا الفريقين.

## مسيرتها الكروية
بدأت بيان لعب كرة القدم في المنزل قبل أن تنضم إلى نادي نسور جدة. فازت مع نسور جدة بلقب دوري جدة لكرة القدم للسيدات موسم 2019–2020 بعد فوزها على نادي مراس 2–1 في الجولة النهائية. كان هذا الدوري أول بطولة رسمية لكرة القدم للسيدات تحت مظلة الاتحاد السعودي لكرة القدم، وفازت بيان بجائزة أفضل لاعبة. لعبت مع نادي نسور جدة حتى استحواذ الاتحاد عليها حيث اختارت الاستمرار مع الاتحاد. لعبت أول مباراة لها مع نادي الاتحاد في 15 أكتوبر 2023 سجلت هدفها الأول للنادي في 21 أكتوبر 2023 أمام شعلة الشرقية وانتهت المباراة بالتعادل 2–2.

## مسيرتها الدولية
كانت بيان ضمن قائمة أول منتخب سعودي للسيدات في فبراير 2022 وفي 20 فبراير 2022، ظهرت مع المنتخب للمرة الأولى منذ البداية في الفوز 2–0 على سيشيل. سجلت أول هدف دولي لها في التعادل 3–3 أمام بوتان في 24 سبتمبر 2022.

## الإحصائيات

### النادي
اعتبارا 30 ديسمبر 2023
| النادي        | الموسم        | الدوري        | الدوري | الدوري  | الكأس  | الكأس   | قاريا  | قاريا   | أخرى   | أخرى    | المجموع | المجموع |
| النادي        | الموسم        | الدرجة        | الظهور | الأهداف | الظهور | الأهداف | الظهور | الأهداف | الظهور | الأهداف | الظهور  | الأهداف |
| ------------- | ------------- | ------------- | ------ | ------- | ------ | ------- | ------ | ------- | ------ | ------- | ------- | ------- |
| الاتحاد       | 2022–23       | الدرجة الأولى | 14     | 3       | –      | –       | —      | —       | —      | —       | 14      | 3       |
| الاتحاد       | 2023–24       | الدرجة الأولى | 7      | 0       | 2      | 0       | —      | —       | 3      | 0       | 12      | 0       |
| الاتحاد       | المجموع       | المجموع       | 21     | 0       | 2      | 0       | —      | —       | 3      | 0       | 26      | 3       |
| المجموع الكلي | المجموع الكلي | المجموع الكلي | 21     | 0       | 2      | 0       | —      | —       | 3      | 0       | 26      | 3       |

### المنتخب
30 سبتمبر 2023
| الفريق الوطني | السنة   | الظهور | الأهداف |
| ------------- | ------- | ------ | ------- |
| السعودية      | 2022    | 4      | 1       |
| السعودية      | 2023    | 13     | 0       |
| المجموع       | المجموع | 17     | 1       |

نتائج وأهداف السعودية مدرجة أولا، ويشير عمود الهدف إلى النتيجة بعد كل هدف سجلته سارة.
| #. | التاريخ        | المكان                                           | الخصم | الهدف | النتيجة | المسابقة    |
| -- | -------------- | ------------------------------------------------ | ----- | ----- | ------- | ----------- |
| 1. | 24 سبتمبر 2022 | استاد الأمير سلطان بن عبد العزيز، أبها، السعودية | بوتان | 1–1   | 3–3     | مباراة ودية |

## الإنجازات
السعودية
- البطولة الدولية الودية للسيدات: الخبر 2023